# Baldface Mountain
Baldface Mountain är ett berg i Kanada.   Det ligger i provinsen British Columbia, i den sydvästra delen av landet, 3 600 km väster om huvudstaden Ottawa. Toppen på Baldface Mountain är 1 728 meter över havet, eller 146 meter över den omgivande terrängen. Bredden vid basen är 1,8 km.
Terrängen runt Baldface Mountain är huvudsakligen platt, men åt sydost är den kuperad. Trakten runt Baldface Mountain är nära nog obefolkad, med mindre än två invånare per kvadratkilometer.. Det finns inga samhällen i närheten.
I omgivningarna runt Baldface Mountain växer i huvudsak barrskog.